# Нападение на воинскую часть Росгвардии в Наурском районе
Нападение на воинскую часть Росгвардии в Наурском районе — вооружённая атака чеченских исламистов на часть Росгвардии в Наурском районе Чечни, произошедшее в ночь с 23 на 24 марта 2017 года. В результате нападения погибли шесть военнослужащих 140-го артполка войск Росгвардии. После нападения ответственность за атаку взяло на себя Исламское государство.

## Ход атаки
По официальной версии силовых структур, боевики, пользуясь сильным туманом незаметно подобрались к воинской части, и перелезли через ограждение. Вооружены были лишь ножами. Они спокойно подошли к КПП и зашли через открытую дверь, поскольку её во время дежурства не закрыли. Нападавшие зарезали двоих спящих дежурных, забрали их автоматы и резиновые дубинки. Войдя на территорию части, боевики наткнулись на патруль. Завязалась перестрелка.
Всего в нападении на воинскую часть участвовали восемь человек. Шестеро боевиков были убиты во время завязавшейся перестрелки с патрульными. Ещё двое боевиков при атаке были за территорией воинской части — «стояли на стреме», и поэтому, когда началась бойня, успели скрыться. Один из двух сбежавших вскоре был пойман. На телах двух убитых были обнаружены муляжи поясов смертников.
Издание «Новая газета» поставила под сомнение официальную версию гибели напавших на часть Росгвардии. Согласно выводам издания, боевики погибли не во время отражения атаки, а были взяты в плен и расстреляны: «У всех убитых входное пулевое отверстие расположено в районе ушной раковины» — говорилось в их статье. «Новая газета» также утверждает, что муляжи поясов шахидов были примотаны уже к трупам боевиков.
По словам бывшего депутата Госдумы РФ Анвара Махмутова и замкомандующего Северо-Кавказским округом войск Нацгвардии Николая Долонина, целью боевиков мог быть захват оружия. По меньшей мере четверо из шести убитых боевиков являются местными жителями. А среди шестерых убитых бойцов Росгвардии есть уроженцы Дагестана, Кабардино-Балкарии и Северной Осетии. Согласно сообщению, убиты старшие сержанты Анатолий Ермолаев и Амин Алиев, младшие сержанты Дмитрий Гурат и Ильдус Кучукбаев, ефрейтор Заурбек Акбиев и рядовой Арсен Рамазанов.  Трое бойцов Росгвардии были ранены.